# Kawahara Keiga

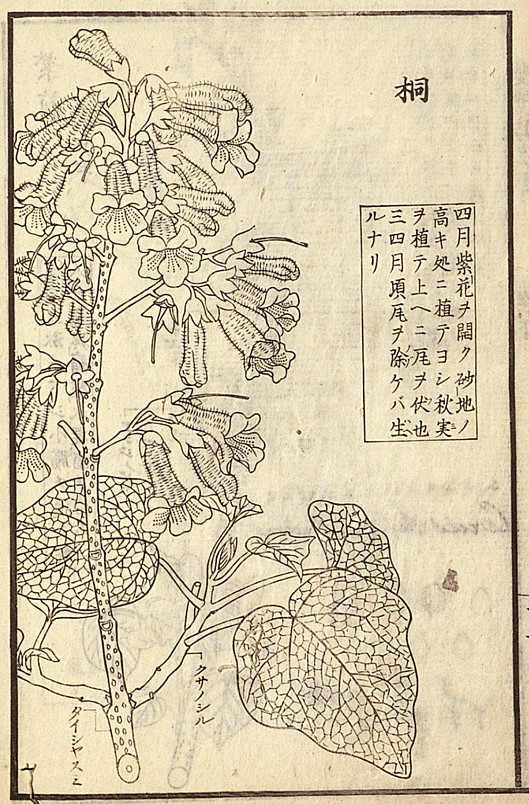
Paulownie (桐, kiri)

Kawahara Keiga (japanisch 川原 慶賀; 1786 in Nagasaki – nach 1860; eigentlicher Name: Taneyoshi (種美); Rufname: Toyosuke (登与助)) war der japanische Maler, der vor allem realistische Bilder von Pflanzen und Fische für den Botaniker Philipp Franz von Siebold produzierte.

## Leben und Werk
Vermutlich hat Keiga unter seinem Vater, dem Maler Kawahara Kōzan, begonnen zu malen. Später, unter dem Einfluss von Ishizaki Yūshi (1768–1846) und vielleicht unter direkter Anleitung von Holländern auf Dejima in Nagasaki, entwickelte er sich zu einem Maler, der den westlichen, realistischen Stil (洋風画, yōfūga) beherrschte. Er war der einzige japanische Maler seiner Zeit, der die Holländer in ihrer Residenz besuchen durfte.
Siebold, der 1823 nach Nagasaki gekommen war, engagierte ihn, um naturgetreue farbige Skizzen von japanischen Pflanzen, Tieren, Fische, Vögel, Reptile, Landschaften, Gebräuchen u. a. herzustellen. Keiga arbeitete mit Heinrich Bürger. Im Jahr 1826 reisten sie nach Edo, die jährliche Hofreise. Als Siebold bei seiner Abreise 1828 festgenommen wurde, als er versuchte, Landkarten aus dem Lande zu bringen, wurde auch Keiga bestraft.
Von Keiga stammen zwei Porträts Philipp Franz von Siebolds, die ihn (erstmals 1826) als Japaner mit einer spitzen und langen Nase darstellen.
1842 war Keiga in eine ähnliche Affäre verwickelt, als er auf Wunsch der Holländer Skizzen von Regierungsgebäuden und Patrouillenbooten erstellte. Er musste daraufhin Nagasaki verlassen, durfte sich aber auch nicht in Edo aufhalten. Über sein späteres Leben ist nichts Näheres bekannt. Das letzte von ihm bekannte Werk entstand 1860.

## Bilder

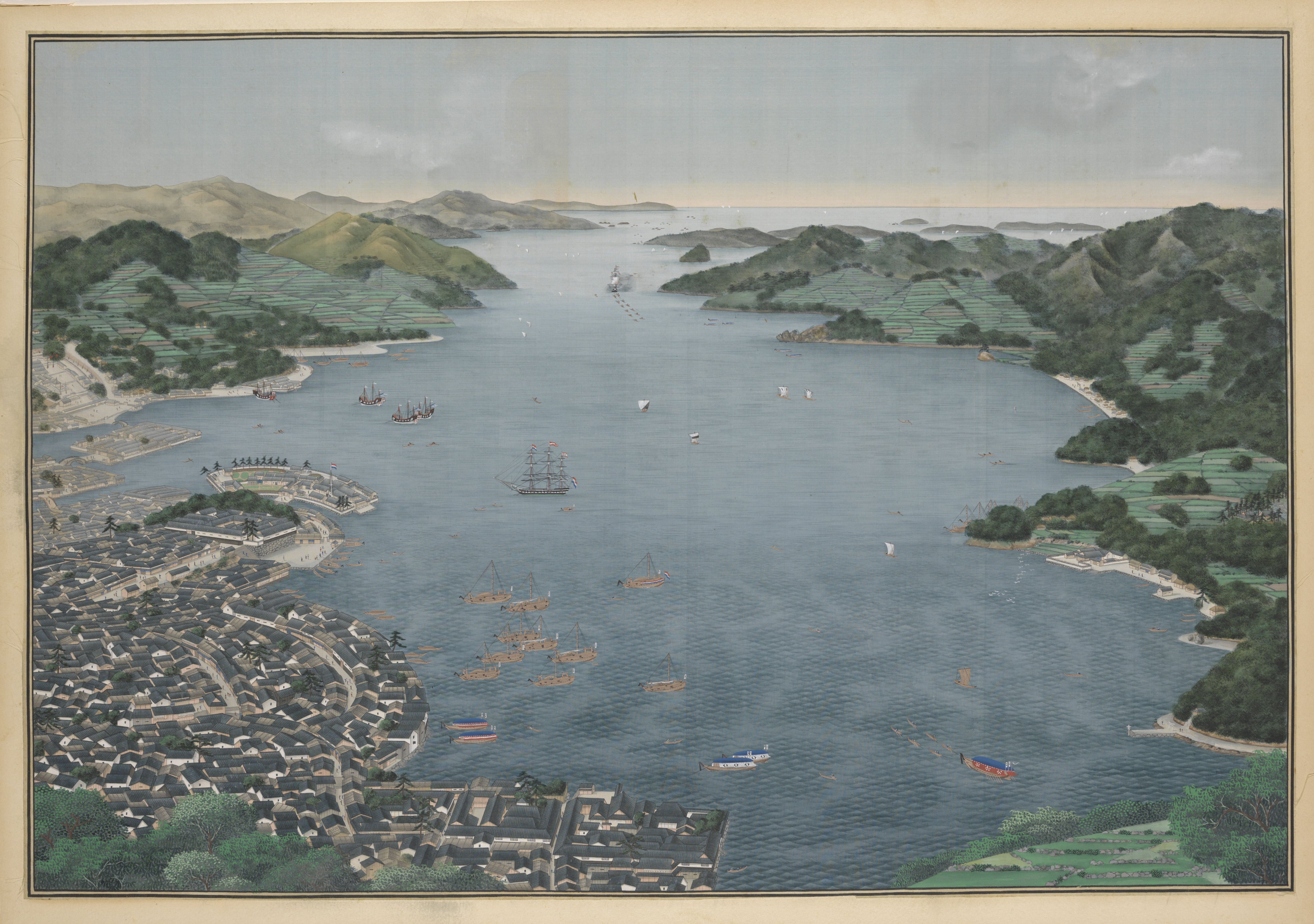
Blick auf Nagasaki, 1833
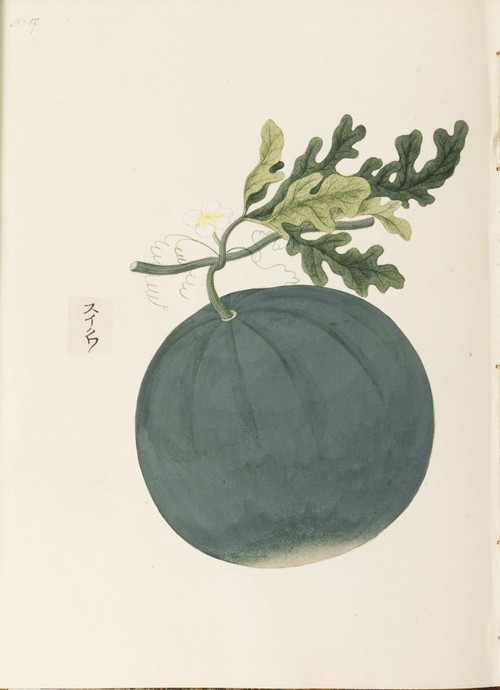
Wassermelone
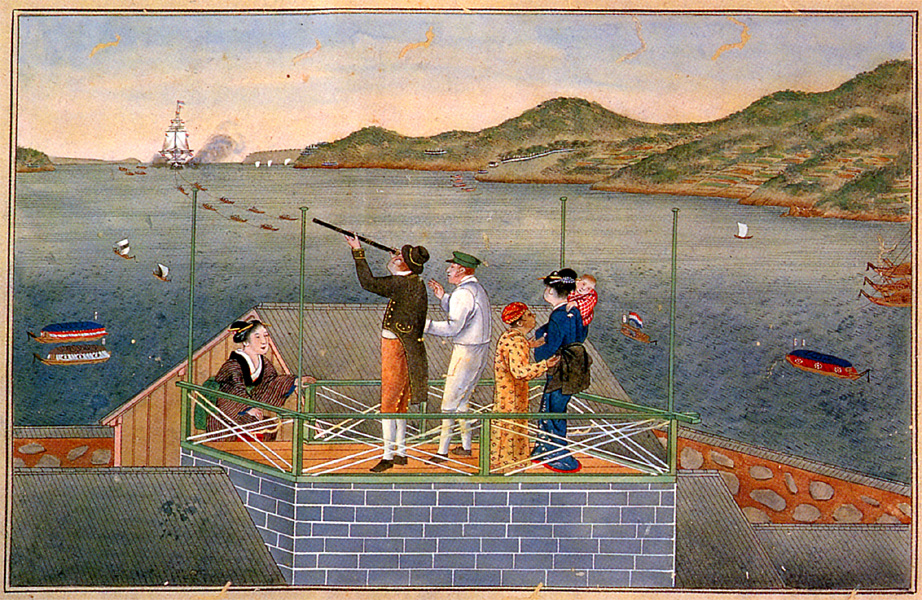
Blick von Dejima auf ankommende Schiffe mit Philipp Franz von Siebold mit seiner Frau und seiner Tochter Kusumoto Ine
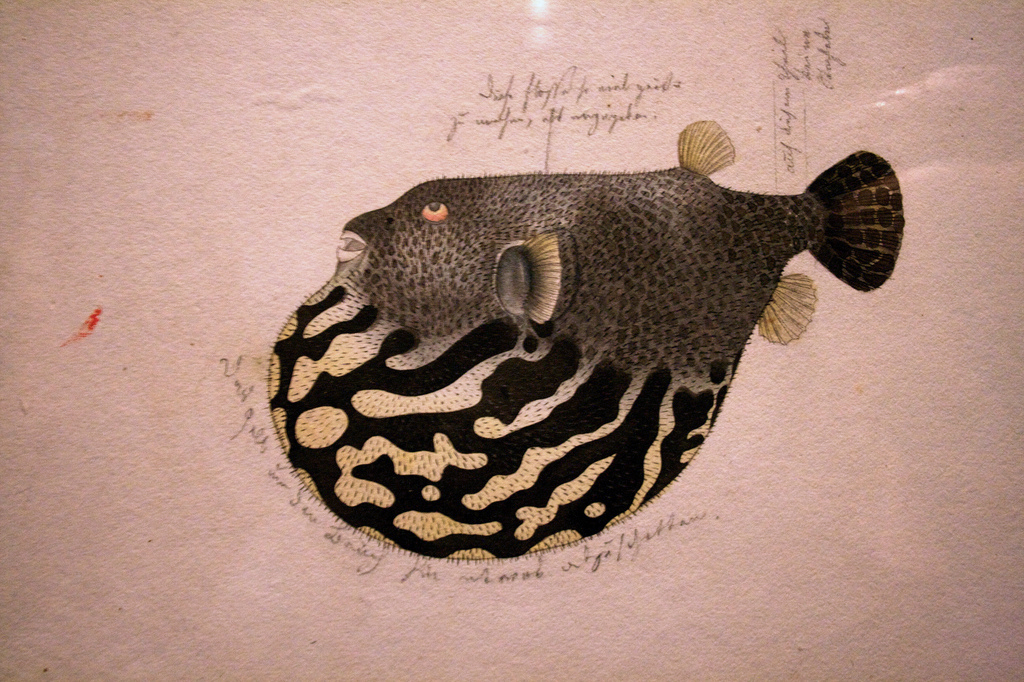
Kugelfisch
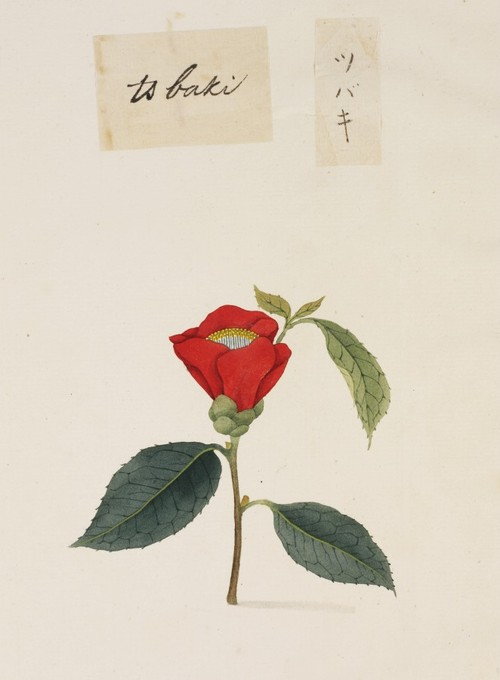
Kamelie
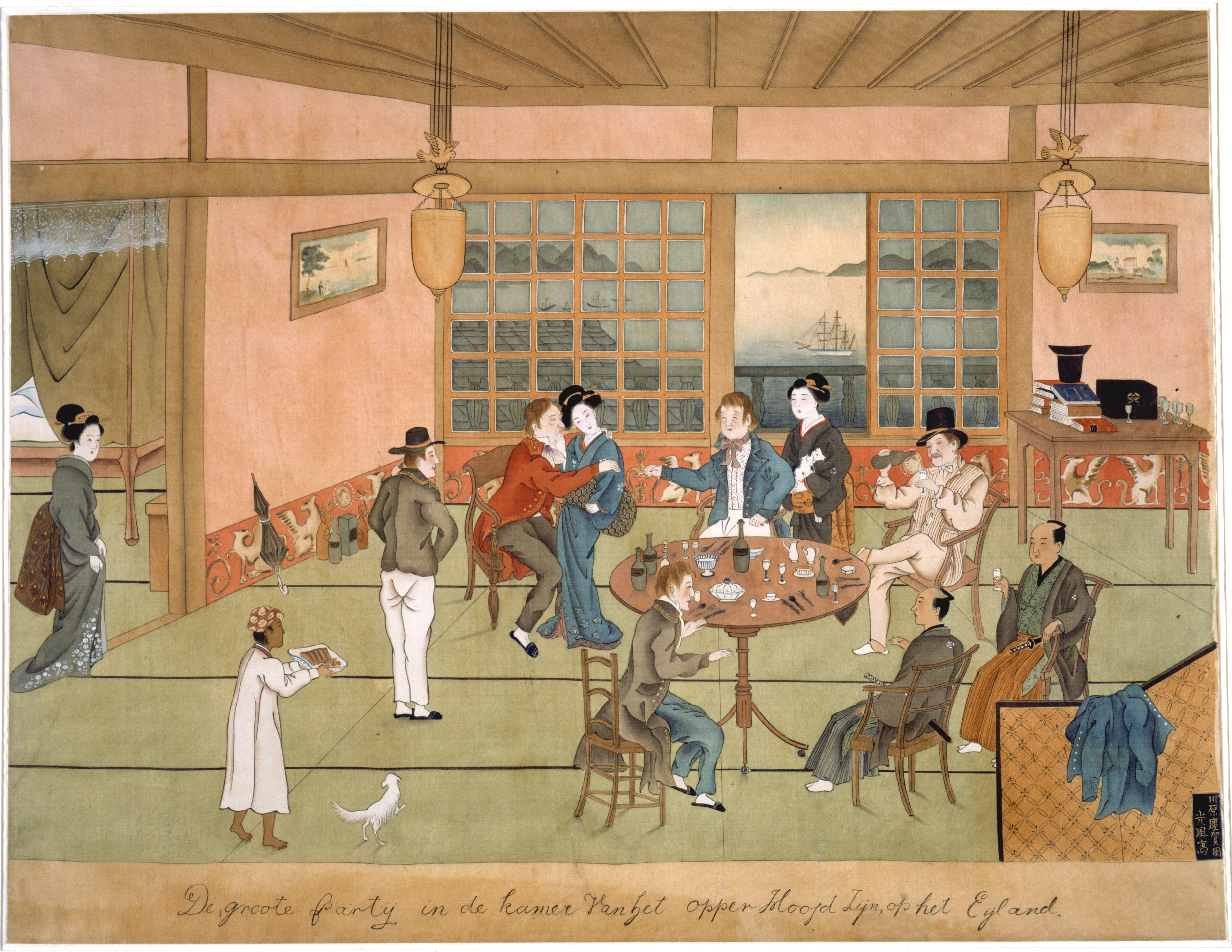
Festessen auf Dejima